# Crystal Leefmans
Crystal Leefmans (* 6. Januar 1995) ist eine surinamische Badmintonspielerin. 

## Karriere
Crystal Leefmans gewann bei den Südamerikaspielen 2010 jeweils Bronze mit dem Team und im Mixed. 2011 siegte sie bei der  Carebaco-Meisterschaft im Mixed mit Mitchel Wongsodikromo. Bei den Panamerikanischen Spielen 2011 belegte sie bei allen drei Starts jeweils den fünften Platz. 2014 gewann sie den nationalen Meistertitel.

## Sportliche Erfolge
| Saison | Veranstaltung            | Disziplin   | Platz | Name                                     |
| ------ | ------------------------ | ----------- | ----- | ---------------------------------------- |
| 2010   | Südamerikaspiele         | Team        | 3     | Suriname                                 |
| 2010   | Südamerikaspiele         | Mixed       | 3     | Mitchel Wongsodikromo / Crystal Leefmans |
| 2011   | Carebaco-Meisterschaft   | Mixed       | 1     | Mitchel Wongsodikromo / Crystal Leefmans |
| 2013   | Suriname International   | Damendoppel | 1     | Crystal Leefmans / Priscila Tjitrodipo   |
| 2014   | Landesmeisterschaft 2014 | Damendoppel | 1     | Crystal Leefmans / Priscila Tjitrodipo   |
| 2014   | Landesmeisterschaft 2014 | Dameneinzel | 1     | Crystal Leefmans                         |
| 2014   | Landesmeisterschaft 2014 | Mixed       | 1     | Mitchel Wongsodikromo / Crystal Leefmans |